# ويليام ألين (رجل دين)
ويليام ألين (بالإنجليزية: William Allen)‏ هو رجل دين أسترالي، ولد في 4 نوفمبر 1847 في Betchworth ‏ في المملكة المتحدة، وتوفي في 1919.